# شاهان غرماب
شاهان غرماب (بالفارسية: شاهان گرماب) هي قرية تقع في قسم سفيدسنغ الريفي في إيران. يقدر عدد سكانها بـ 20 نسمة بحسب إحصاء 2016.